# Teppei Yachida
Teppei Yachida (japanisch 谷内田 哲平 Yachida Teppei; * 1. November 2001 in Nagaoka, Präfektur Niigata) ist ein japanischer Fußballspieler.

## Karriere
Teppei Yachida erlernte das Fußballspielen in der Jugendmannschaft des Nagaoka JYFC sowie in der Schulmannschaft der Teikyo Nagaoka High School. Seinen ersten Vertrag unterschrieb er 2020 bei Kyōto Sanga. Der Verein aus Kyōto spielte in der zweiten japanischen Liga, der J2 League. Sein Zweitligadebüt gab er am 19. August 2020 im Auswärtsspiel gegen Albirex Niigata. Hier wurde er in der 77. Minute für Takumi Miyayoshi eingewechselt. Ende Juli 2021 wechselte er auf Leihbasis zum Ligakonkurrenten Tochigi SC. Für Tochigi bestritt er 53 Zweitligaspiele. Nach der Ausleihe kehrte er Anfang 2023 zum in die erste Liga aufgestiegenen Kyōto Sanga zurück. Ende Juni 2024 wurde er bis Saisonende 2024 an den südkoreanischen Zweitligisten FC Anyang verliehen. Am Ende der Saison 2024 feierte er mit Anyang die Meisterschaft und den Aufstieg in die erste Liga. Für das Fußballfranchise aus Anyang bestritt er sieben Zweitligaspiele. Nach Ausleihe kehrte er nach Japan zurück. Nach Vertragsende bei Kyōto Sanga nahm ihn der Zweitligist RB Ōmiya Ardija im Januar 2025 unter Vertrag.

## Erfolge
FC Anyang
- Südkoreanischer Zweitligameister: 2024  ▲